# Alfred Ernout
Alfred Ernout (Lilla, 30 ottobre 1879 – Parigi, 16 giugno 1973) è stato un filologo e latinista francese.

## Biografia
Professore alla facoltà di lettere di Lille nel 1916 e poi alla Sorbona, nel 1917 fu uno dei cofondatori dell'Association Guillaume Budé. Nel 1934 entrò a far parte dell'Académie des inscriptions et belles-lettres, dal 1944 fu professore di storia della lingua latina al Collège de France e dal 1953 presidente della Société de linguistique de Paris.
Fu autore di numerosi studi sul latino di epoca repubblicana; la sua opera più famosa è il dizionario etimologico (Dictionnaire étymologique de la langue latine, 1932), in collaborazione con Antoine Meillet.

## Opere

### Saggi
- Les Éléments dialectaux du vocabulaire latin (1909), libr. Champion, Parigi.
- Historische Formenlehre des Lateinischen (1913), Heidelberg.
- Morphologie historique du latin (1914), 1 vol. in-12°, éd. Klincksieck, Parigi.
- Recueil de textes latins archaïques (1916), éd. Klincksieck, Parigi.
- (in coll. con Antoine Meillet) Dictionnaire étymologique de la langue latine (1932), éd. Klincksieck, Parigi.
- (in coll. con François Thomas) Syntaxe latine (1951), éd. Klincksieck, Parigi.
- Aspects du vocabulaire latin (1954), éd. Klincksieck, Parigi.

### Edizioni critiche di autori latini
- De la nature di Lucrezio, traduzione e edizione critica commentata (1916-1920). Libr. Hachette.
- Le Satiricon di Petronio (1923), éd. des Belles Lettres, Parigi.
- La Conjuration de Catilina e La Guerre de Jugurtha di Sallustio (1941), éd. des Belles Lettres, Parigi.
- Comédies di Plauto (1932-1940), éd. des Belles lettres, Paris.
- Histoire naturelle. Livre XXX (Magie et pharmacopée) di Plinio il vecchio (1963), éd. des Belles Lettres, Parigi.